# Xanthorhoe anaspila
Xanthorhoe anaspila là một loài bướm đêm thuộc họ Geometridae.

## Hình ảnh

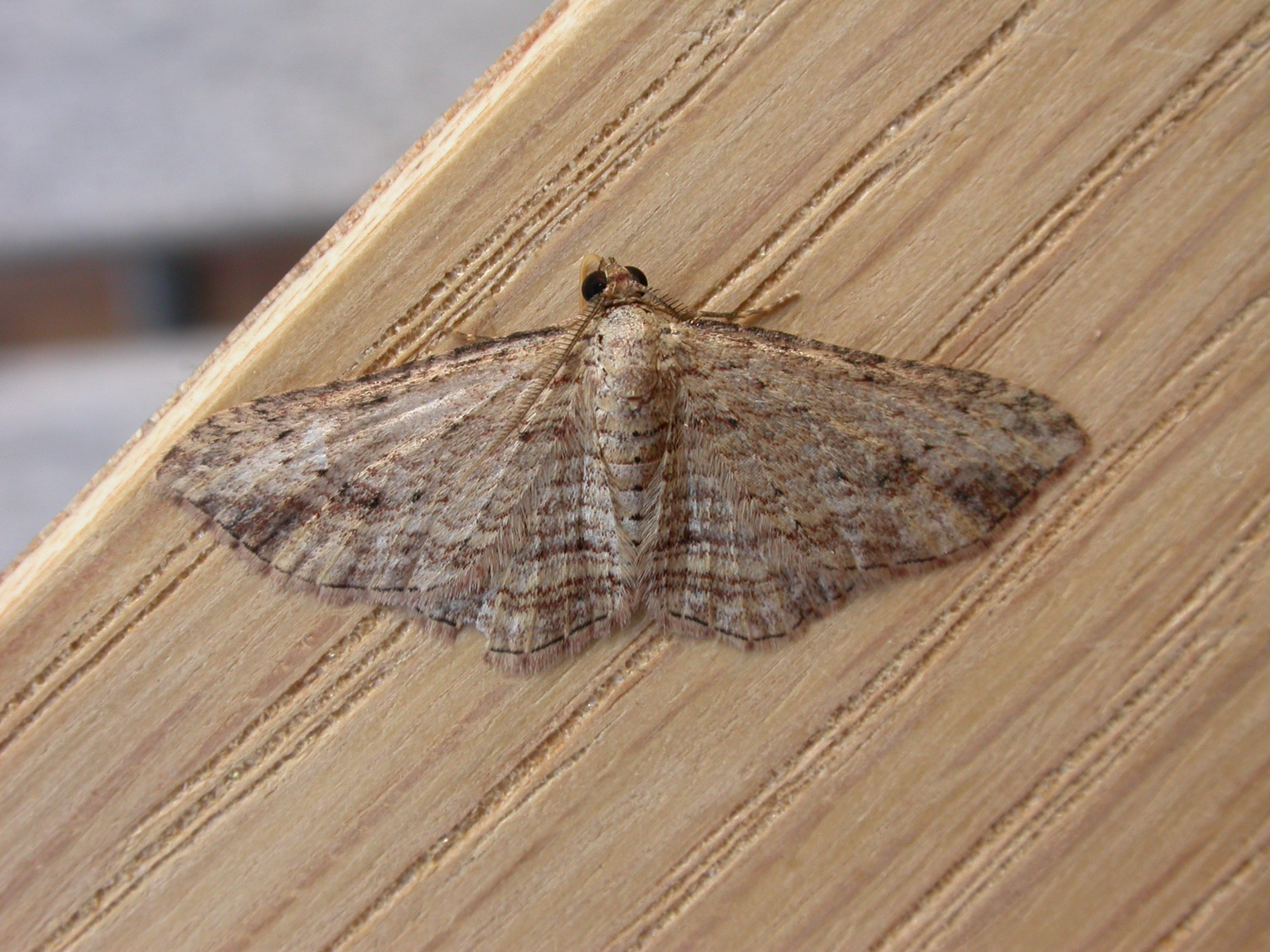
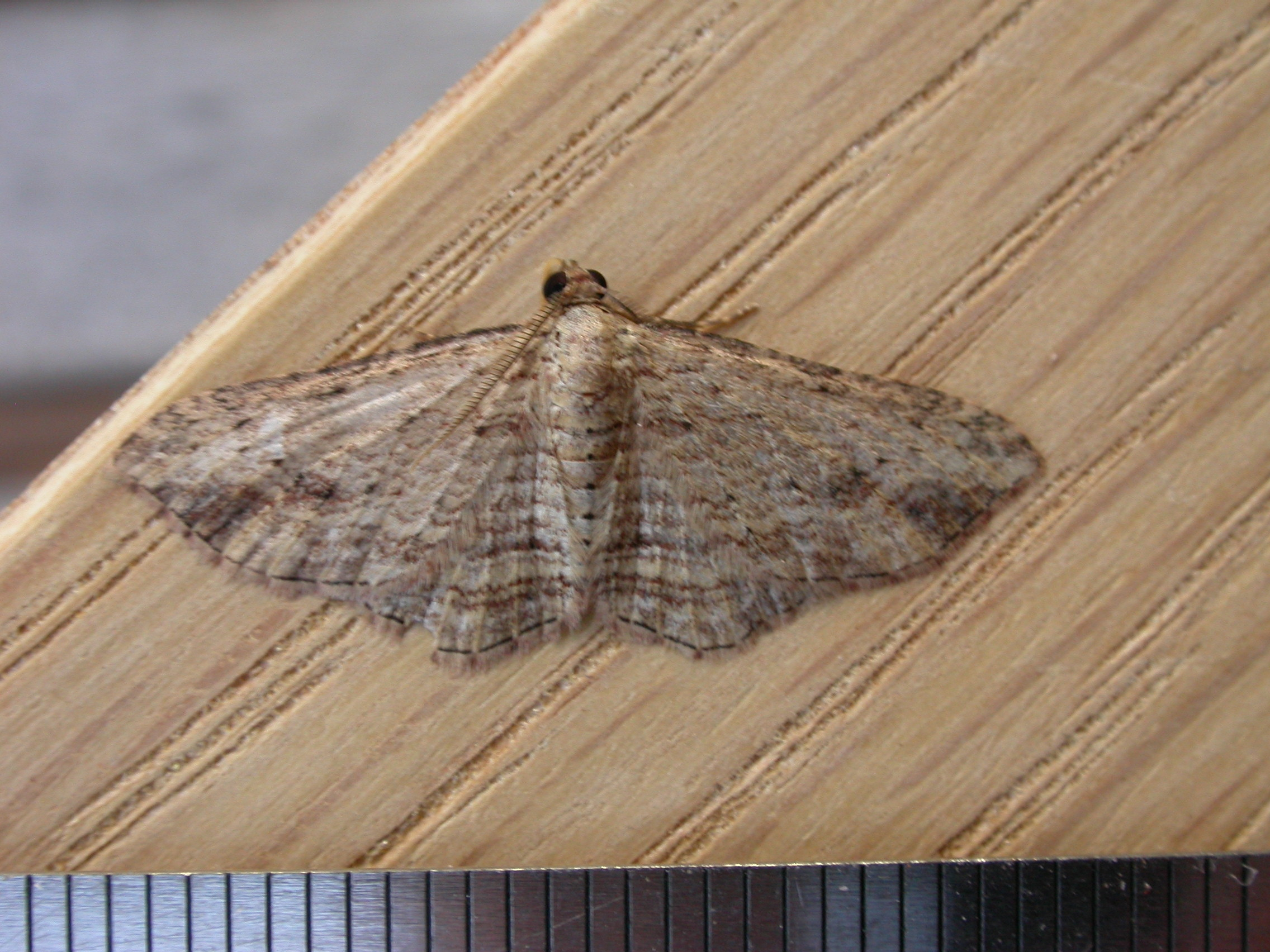